# 藤井繁克
藤井 繁克（ふじい しげかつ、1926年1月28日 - 2011年6月17日）は、日本の実業家。大手釣具メーカー「がまかつ」の創業者、元社長、元会長。

## 略歴
1926年1月28日、兵庫県西脇市に生まれる。
1955年、がまかつの前身である「蒲克釣本舗」を創業。当初は他メーカーから鈎を仕入れて商売をしていたが、強度に不満があり鈎の自社開発を始めた。
1968年、株式会社に改組して「株式会社がまかつ」を設立。釣り針の素材や加工法の研究に拘り、海外にも拠点を置くなど、日本を代表する業界大手釣具メーカーに築き上げた。
2011年6月17日、脳出血のため西脇市の病院で死去。85歳没。2011年7月20日に「社葬・お別れの会」が執り行われた。